# Heikant (Laarbeek)
De  Heikant is een buurtschap  in het buitengebied van de voormalige gemeente Aarle-Rixtel, nu deel van de gemeente Laarbeek in de Nederlandse provincie Noord-Brabant. De buurtschap is gelegen in het voormalige Aerle, aan de weg van Aarle-Rixtel naar Bakel, en bestaat uit een tiental boerderijen verspreid over de eerste hoge gronden ten oosten van het beekdal.
Hoofdplaats: Beek en Donk      Dorpen: Aarle-Rixtel · Lieshout · Mariahout

Buurtschappen: Achterbosch · Asdonk · Beemdkant · Bemmer · Broek · Broekkant · Deense Hoek · Donkersvoort · Ginderdoor · Groenewoud · Heereind · Hei · Heikant · 't Hof · Hool · Karstraat · Laar · Strijp

Noord-Brabant: Steden en dorpen      Nederland: Provincies · Gemeenten